# فايروس توتال
فيروس توتال (بالإنجليزية: VirusTotal)‏ هو موقع إلكتروني يقدم مجاناً خدمة فحص ملفات الحاسوب المشتبه في كونها فيروسات أو ملفات من نوع «حصان طروادة» أو ملفات من نوع «دودة حاسوب» أو أي ملف يشتبه في أن يكون برنامج ضار بالنظام «برمجيات خبيثة».
يتميز موقع فايروس توتال بأنه موقع مجاني يسمح للمستخدم رفع الملف المصاب أو المشتبه به إلى الموقع، ليقوم الموقع بعد ذلك بفحص هذا الملف مستخدماً ما يقرب من 40 برنامج من أشهر وأقوى برامج مكافحة الفيروسات، ثم يقوم بعرض تقرير للمستخدم يوضح فيه نتيجة الفحص، وذلك بعرض اسم المكافح، ونتيجة فحصه وفي حال كون الملف المرسل مصاباً فإن النظام يضمن اسم الفايروس أو الإصابة التي يحويها الملف كما هي في قاعدة بيانات البرنامج الفاحص، إضافة لإصدارة القاعدة الخاصة بالبرنامج ذاته. ويتميز هذا الأسلوب بأنه يسهل على المستخدم اختيار برنامج مكافحة الفيروسات الأنسب له، وخصوصاً في حالة الفيروسات النادرة والمستعصية على برامج مكافحة الفيروسات.
يقوم موقع فايروس توتال بالتحديث الآلي لقاعدة بيانات الفيروسات لكل برنامج به وبشكل دوري. ويعطي نتائج مفصلة عن الملف المرسل كنوع الضغط أو التشفير، أو المكتبات (مثل المكتبات الديناميكية) التي يستدعيها الملف أثناء عمله. هذا بالإضافة لما يحتويه الموقع من بعض الإحصاءات الخاصة بالفيروسات والتي قد تكون مفيدة في التعرف عليها.
ما يعيب موقع فايروس توتال أنه لا يقوم بإزالة الملفات المصابة بنفسه وإنما يقتصر دوره على الإخبار بالبرامج المناسبة للتخلص منها.
الجدير بالذكر، أن مجلة بي سي وورلد - في إصدارتها الأمريكية - قد اختارت موقع فايروس توتال واحدا من أفضل مائة منتج من المنتجات في حقل «أمن مواقع الويب» لعام 2007.

## وصلات خارجية
- موقع فايروس توتال